# Strzeżewo (Kamień Pomorski)
Strzeżewo (deutsch Stresow, früher auch Streisow) ist ein Dorf in der polnischen Woiwodschaft Westpommern. Es gehört zur Gmina Kamień Pomorski (Stadt- und Landgemeinde Cammin) im Powiat Kamieński (Camminer Kreis).

## Geographische Lage
Das Dorf liegt in Hinterpommern, östlich des Fritzower Sees, einer Ausbuchtung des Camminer Boddens, etwa 65 Kilometer nördlich von Stettin, acht Kilometer nordöstlich der Stadt Kamień Pomorski (Cammin) und drei Kilometer östlich des Dorfs Wrzosowo (Fritzow).

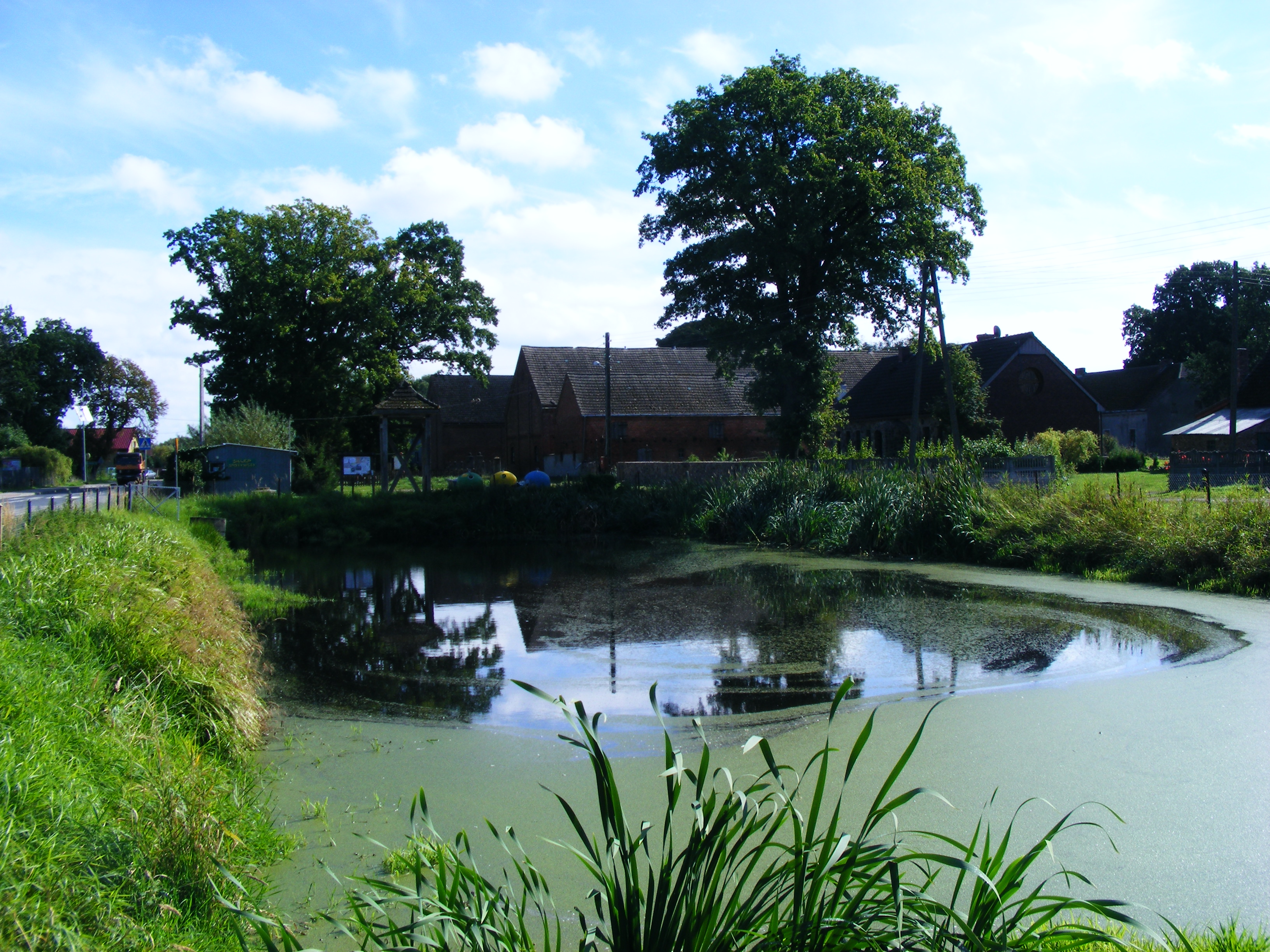
Dorf, vom ehemaligen Löschteich aus gesehen (2013)

## Geschichte
Im Jahr 1385 wurde das Dorf in einer Urkunde Groten-Stresow genannt.
Stresow oder Streisow, mit einer Windmühle, hatte früher zum Domkapitel Cammin gehört. Nachdem das Domkapitel durch das Edikt vom 30. Oktober 1810 aufgehoben worden war, wurde Stresow dem Amt Cammin  einverleibt.
Anfang der 1930er Jahre hatte die Gemarkung der Gemeinde Stresow eine Fläche von 6,3 km², und im Gemeindebezirk, in dem Stresow die einzige Wohnstätte war, standen insgesamt 30 bewohnte Wohnhäuser.
Stresow hatte um 1935 eine Schlosserei, eine Stellmacherei und eine Zimmerei.
Bis 1945 bildete Stresow eine Landgemeinde im Landkreis Cammin i. Pom. der preußischen Provinz Pommern des Deutschen Reichs. Die Gemeinde Stresow war dem Amtsbezirk Raddack zugeordnet.

Gebäude im Dorf
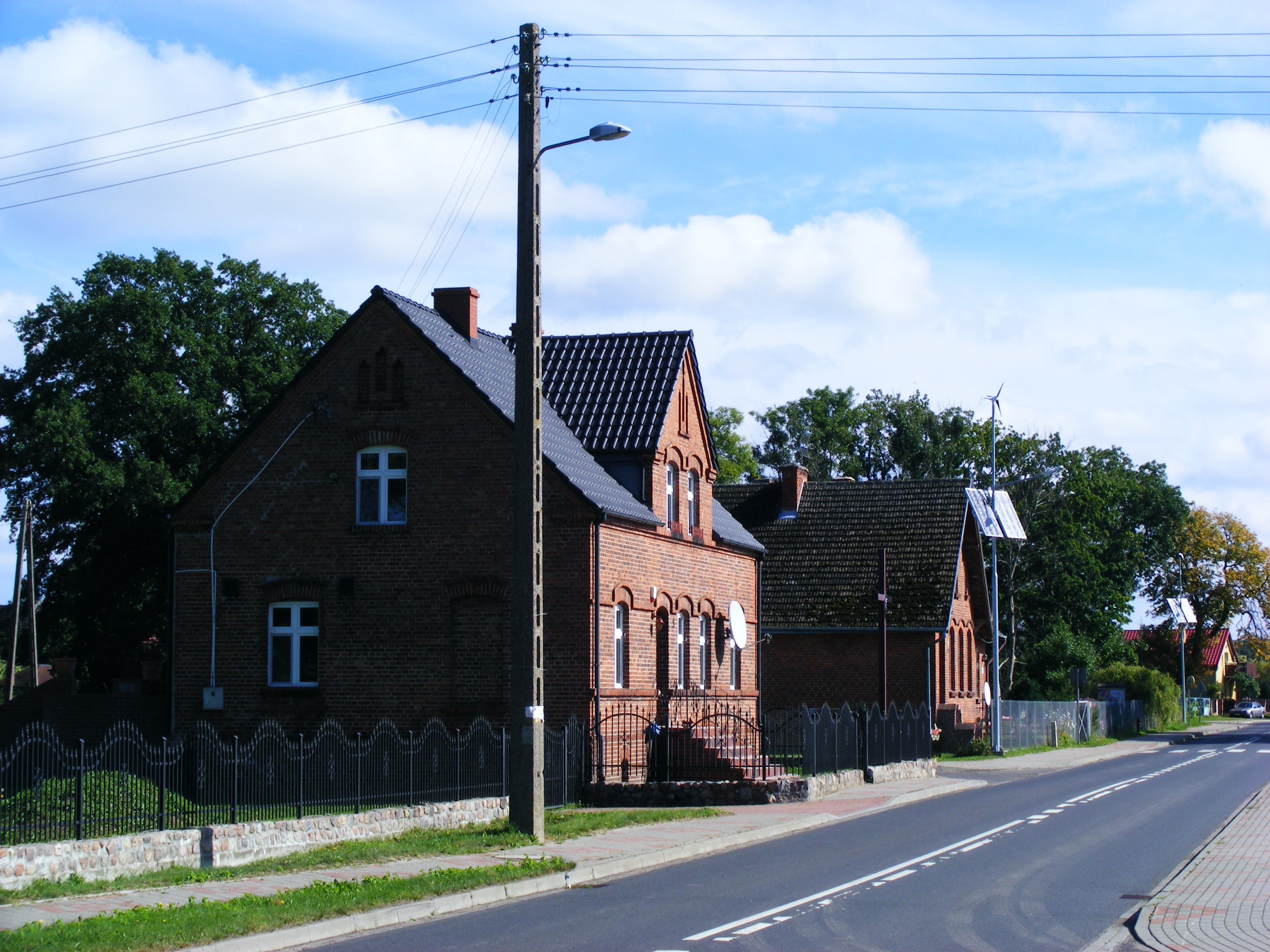
Dorfstraße (2013)
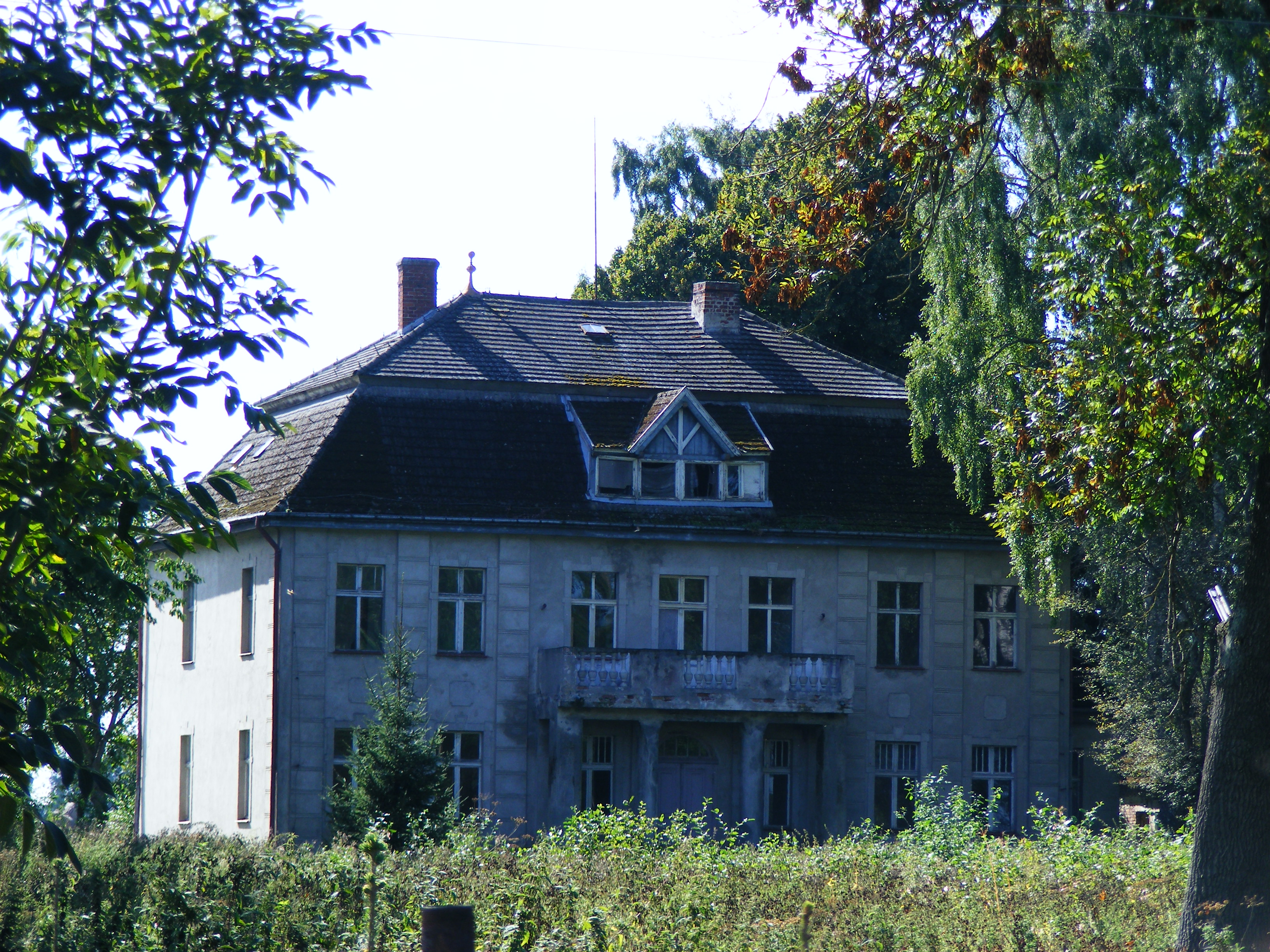
Ehemaliges herrschaftliches Wohnhaus (2013)
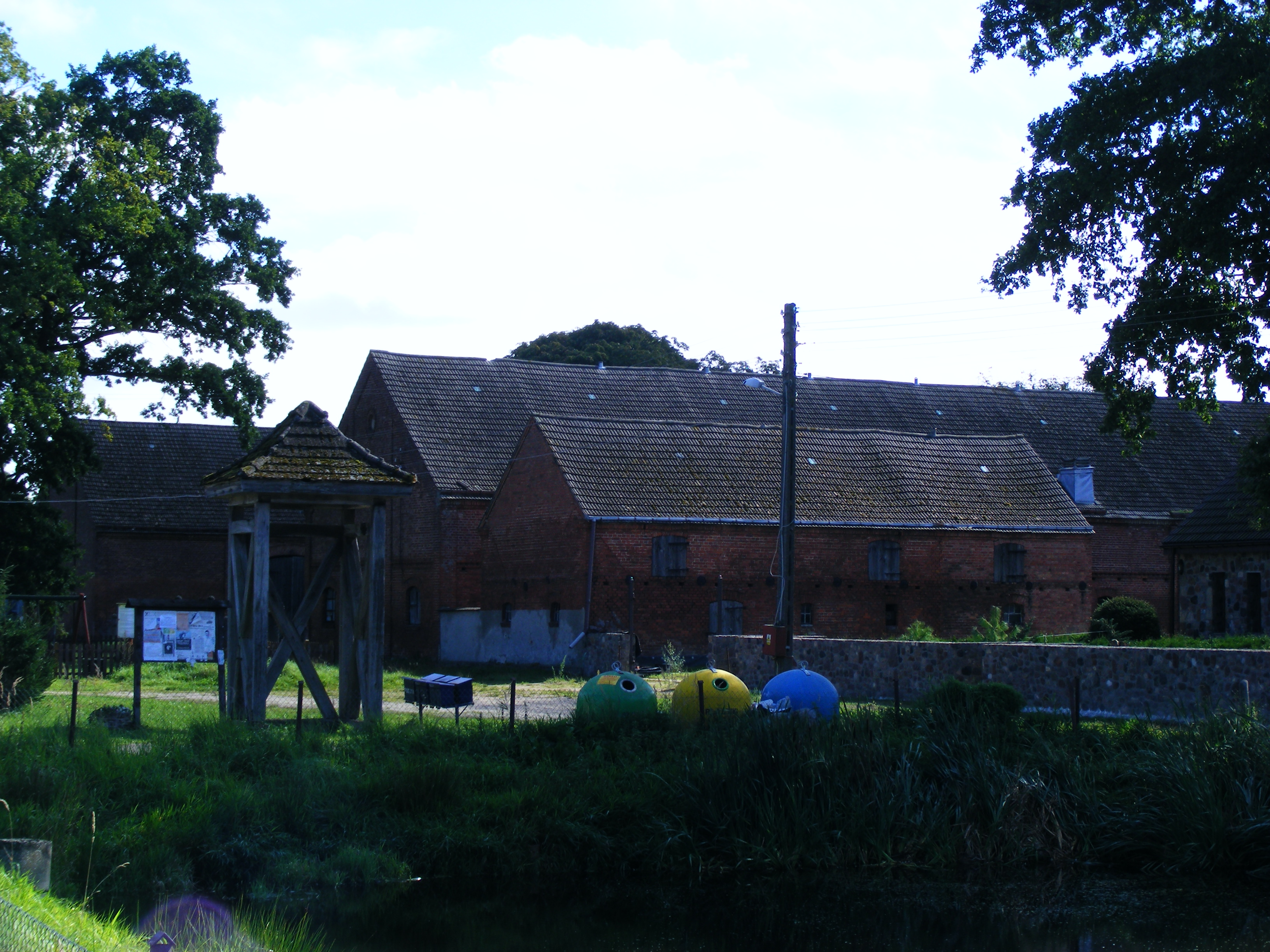
Gehöfte (2014)
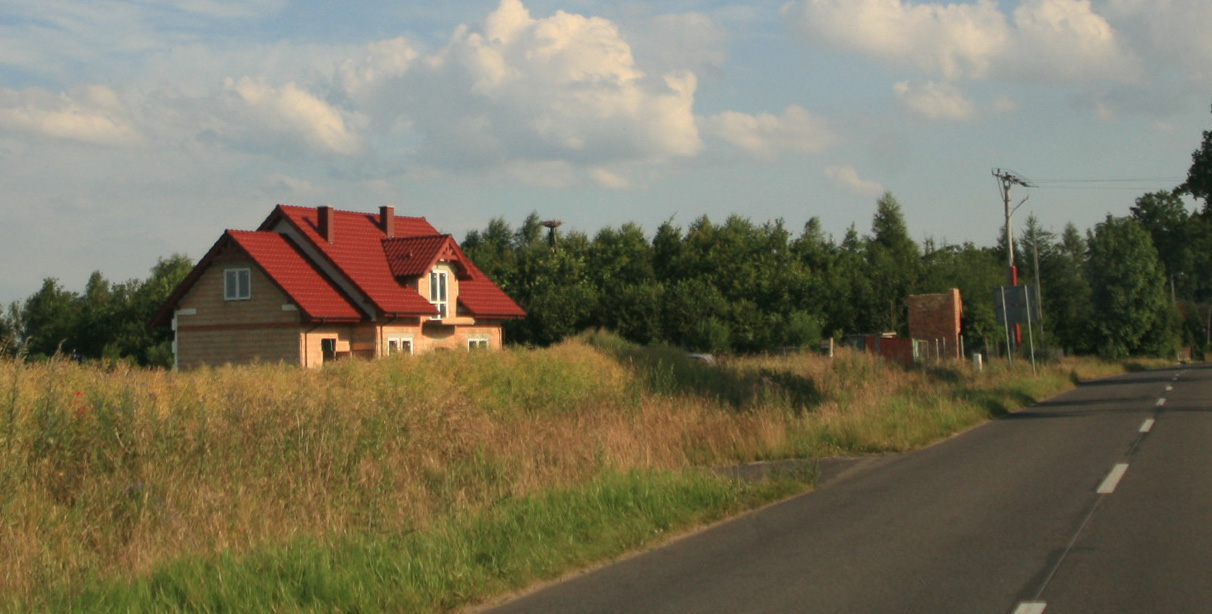
Wohnhaus am Wald (2014)

Gegen Ende des Zweiten Weltkriegs wurde die Region im Frühjahr 1945 von der Roten Armee besetzt. Nach Beendigung der Kampfhandlungen wurde Stresow zusammen mit ganz Hinterpommern seitens der sowjetischen Besatzungsmacht der Volksrepublik Polen zur Verwaltung überlassen. Danach begann die Zuwanderung polnischer Zivilisten. Das Dorf Stresow wurde unter der polonisierten Ortsbezeichnung ‚Strzeżewo‘ verwaltet. In der Folgezeit wurde die einheimische Bevölkerung von der polnischen Administration aus Stresow und dem Kreisgebiet vertrieben.

### Demographie
| Jahr | Einwohner | Anmerkungen |
| ---- | --------- | --- |
| 1782 | –         | Dorf mit einer Windmühle, sieben Bauernstellen, zwei Halbbauern, einem Kossäten und 13 Feuerstellen (Haushaltungen) |
| 1818 | 108       | königliches Dorf und Windmühle, verwaltet vom Domänenamt Kammin                                                     |
| 1852 | 130       | Dorf |
| 1864 | 133       | am 3. Dezember |
| 1867 | 135       | am 3. Dezember |
| 1871 | 119       | am 1. Dezember, sämtlich Evangelische                                                                               |
| 1885 | 121       | am 1. Dezember, sämtlich Evangelische                                                                               |
| 1890 | 231       | am 1. Dezember |
| 1910 | 161       | am 1. Dezember |
| 1925 | 178       | darunter 162 Evangelische und ein Katholik                                                                          |
| 1933 | 198       | [ 17 ] |
| 1939 | 207       | [ 17 ] |

## Kirche
Die vor 1945 anwesende Dorfbevölkerung war mit seltenen Ausnahmefällen evangelisch und in Fritzow eingepfarrt. Die Katholiken gehörten zum katholischen Kirchspiel Cammin i. Pomm.
Die seit 1945 zugewanderten polnischen Migranten und deren Nachfahren sind größtenteils römisch-katholisch.